# 航空科 (陸上自衛隊)

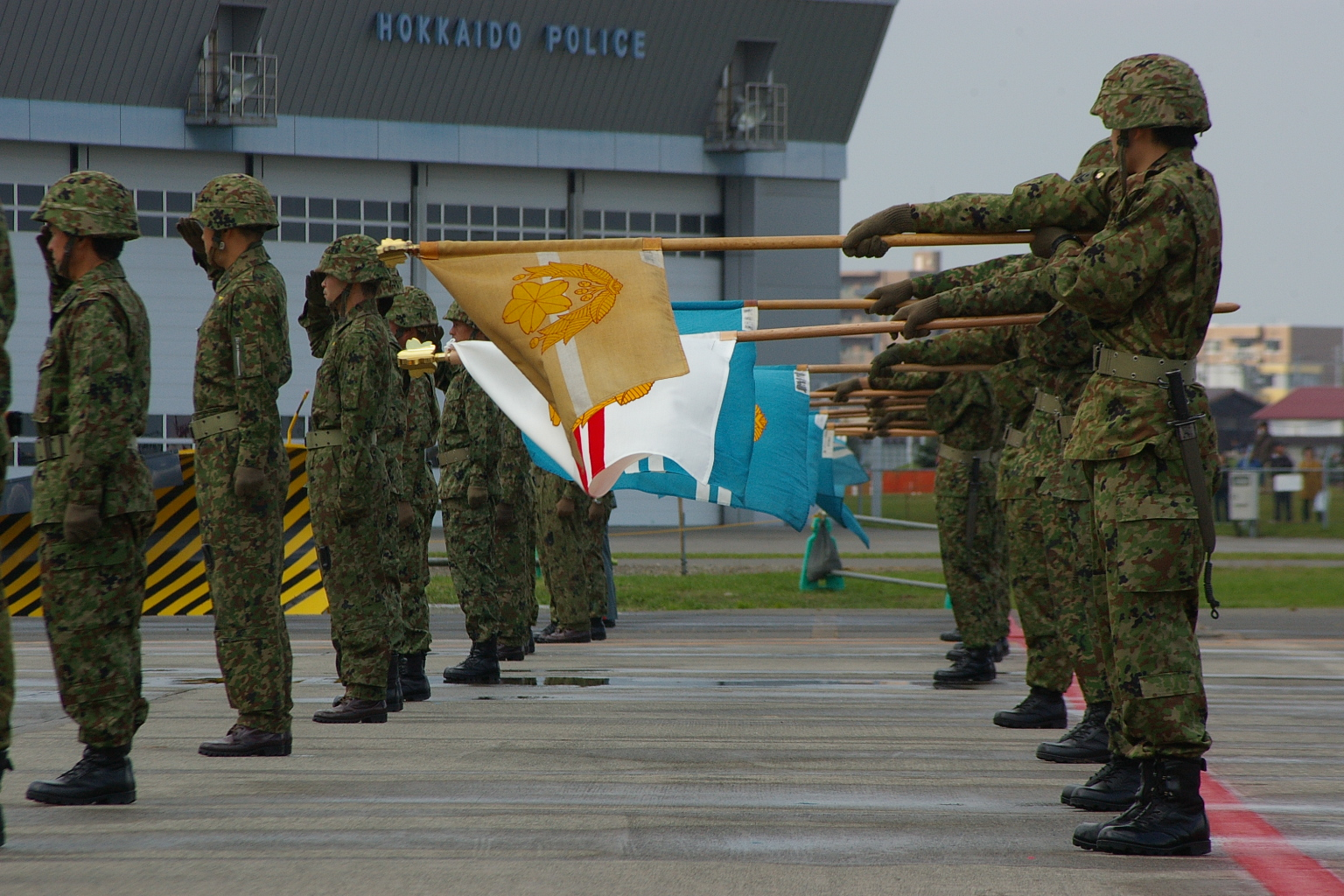
航空科部隊旗（奥の3本）

航空科（こうくうか、英: Aviation）は、陸上自衛隊の職種の一つである。他国軍隊における陸軍航空隊に相当する。職種標識の色は浅葱（あさぎ）。

## 概要
地上部隊を支援するため各種航空機を用いてヘリ火力戦闘、航空偵察、空中機動、人員輸送などを行なう。方面航空隊に隷属する航空野整備隊にあっては航空機の整備、管制気象部隊にあっては航空機の運航を円滑に行うための航空交通管制・気象予報に関することを行う。また、災害発生時は方面通信群と連携して被災地の近傍または上空から撮影した映像を衛星回線を介して主要司令部に配信することで災害派遣部隊の迅速な編成に寄与する。

## 航空科部隊
航空科における最大の部隊は陸上総隊直属の第1ヘリコプター団（木更津駐屯地）であり、次いで各方面隊に方面航空隊、各師団および旅団に直轄の飛行隊（第12旅団および第15旅団はヘリコプター隊）が置かれている。また、航空管制に関する部隊としては防衛大臣直轄の中央管制気象隊および各方面航空隊直轄の方面管制気象隊があり、方面管制気象隊は管内の航空科部隊が所在する駐（分）屯地に派遣隊を分派している。また、中央管制気象隊の気象要員の一部は自衛隊の気象業務の中枢である航空自衛隊航空気象群に「気象中枢班」を派遣している。
職種学校は三重県伊勢市に所在する陸上自衛隊航空学校で、教育研究支援部隊としては飛行教導隊がある。航空機の整備に関しては特に専門的な技術が要求されるため、後方支援体制の変革に伴う編成替えはされずに方面航空隊の指揮下で運用されている。
陸上自衛隊ではヘリコプターを主力としており職種徽章にも回転翼を配しているが、連絡偵察用に固定翼機も少数配備している。なお固定翼機の操縦教育は海上自衛隊に委託されており、小月航空基地で海上自衛隊や海上保安庁の操縦訓練生と共に教育を受ける。
航空管制については、飛行場管制・航空気象観測を主として行う。特に札幌飛行場・宇都宮飛行場・明野飛行場では進入管制区を有しており、札幌飛行場では軍民共用のため民間機に対する管制も行う。航空管制要員への教育はその特殊性から航空自衛隊第5術科学校で教育を受ける。
航空科又はこれと同種の部隊として、方面航空隊本部および本部付隊、 方面ヘリコプター隊、対戦車ヘリコプター隊、飛行隊、旅団ヘリコプター隊、方面管制気象隊、航空野整備隊、ヘリコプター野整備隊、中央管制気象隊、特別輸送ヘリコプター隊、輸送ヘリコプター群本部および本部付隊、 輸送航空野整備隊、輸送航空隊本部および本部中隊、連絡偵察飛行隊、飛行教導隊が、航空科又はこれと同種の機関として、陸上自衛隊航空学校がある。

## 航空科の操縦士養成
陸上自衛隊は、地上の任務部隊を支援することを目的として自前で航空部隊を編成している関係から、操縦士志望者も入隊当初は地上部隊に配属し、数年の勤務の後に志願した陸曹の中から適性のある者を「陸曹航空操縦課程（略称FEC：Flight Enlistedman Course）」に選抜するという方法をとっている。このため空地の連携が良好な操縦士を育成し、航空科の「航空至上化」を防ぐシステムになっている点が海空自衛隊とは最も異なっている。FECは海空の航空学生と比較するとエリミネート率（パイロットになれない学生の割合）が低いのが特徴であるが、近年は不適格者を学生時に排除する傾向が強くなっており、20%程度である。陸上自衛隊の任務における航空科職種の役割が限定されるため、組織内での操縦士の地位が海上･航空自衛隊に比べて相対的に低い点も特色と言える。
FECの他に、幹部自衛官が陸上自衛隊航空学校明野本校（過去には霞ヶ浦校でも実施されていた）で教育が実施されている「幹部航空操縦課程（略称POC：Pilot Officer Course）」を経て操縦士となるコースもある。
2016年（平成28年）からは、女性の操縦士からも本人の希望と適性により攻撃型ヘリコプターの操縦教育を受けることが可能になり、翌2017年（平成29年）7月に初めて女性自衛官（輸送ヘリコプターの操縦経験がある42歳の3佐）が幹部戦闘操縦課程を修了して対戦車ヘリコプターの操縦資格を得た。
航空科では、警視庁航空隊など都道府県警察航空隊のヘリコプター操縦士の養成を受託しており、派遣された警察官も共に訓練を受けている。なお陸上自衛隊は固定翼の練習機を有していないため、LR-2のパイロットは海上自衛隊の航空学生と共に山口県にある小月教育航空群で訓練を受ける。

## 主な航空機
回転翼機
- 多用途ヘリコプター：UH-1J、UH-２およびUH-60JA
- 輸送ヘリコプター：CH-47J/JA
- 観測ヘリコプター：OH-1
- 対戦車ヘリコプター：AH-1S
- 戦闘ヘリコプター：AH-64D
- 特別輸送ヘリコプター：EC-225LP
- 練習ヘリコプター：TH-480B

固定翼機
- 連絡偵察機：LR-2

## 航空科部隊の一覧
陸上総隊直轄部隊
- 第1ヘリコプター団（木更津駐屯地）
  - 第1輸送ヘリコプター群
    - 第103飛行隊
    - 第104飛行隊
    - 第105飛行隊
    - 第106飛行隊

  - 輸送航空隊（木更津駐屯地）
    - 第107飛行隊
    - 第108飛行隊
    - 第109飛行隊（高遊原分屯地）

  - 特別輸送ヘリコプター隊
  - 連絡偵察飛行隊
  - 第102飛行隊

方面航空隊
- 北部方面航空隊（丘珠駐屯地）北部方面隊
  - 北部方面ヘリコプター隊（丘珠駐屯地）2個飛行隊基幹
  - 第1対戦車ヘリコプター隊（帯広駐屯地）：1個飛行隊（飛行隊）
- 東北方面航空隊（霞目駐屯地）東北方面隊
  - 東北方面ヘリコプター隊（霞目駐屯地）2個飛行隊基幹
  - 第2対戦車ヘリコプター隊（八戸駐屯地）：1個飛行隊（飛行隊）
- 東部方面航空隊（立川駐屯地）東部方面隊
  - 東部方面ヘリコプター隊（立川駐屯地）2個飛行隊基幹
  - 第4対戦車ヘリコプター隊（木更津駐屯地）：1個飛行隊（飛行隊）
- 中部方面航空隊（八尾駐屯地）中部方面隊
  - 中部方面ヘリコプター隊（八尾駐屯地）3個飛行隊基幹
  - 第5対戦車ヘリコプター隊（明野駐屯地）：1個飛行隊（飛行隊）
- 西部方面航空隊（高遊原分屯地）西部方面隊
  - 西部方面ヘリコプター隊（高遊原分屯地）3個飛行隊基幹
  - 第1戦闘ヘリコプター隊（目達原駐屯地）：2個飛行隊（第1・第2飛行隊）

師団・旅団直轄部隊
- 第1飛行隊（立川駐屯地）第1師団
- 第2飛行隊（旭川駐屯地）第2師団
- 第3飛行隊（八尾駐屯地）第3師団
- 第4飛行隊（目達原駐屯地）第4師団
- 第5飛行隊（帯広駐屯地）第5旅団
- 第6飛行隊（山形空港飛行場地区[4]）第6師団
- 第7飛行隊（丘珠駐屯地）第7師団
- 第8飛行隊（高遊原分屯地）第8師団
- 第9飛行隊（八戸駐屯地）第9師団
- 第10飛行隊（明野駐屯地）第10師団
- 第11飛行隊（丘珠駐屯地）第11旅団編。
- 第12ヘリコプター隊（相馬原駐屯地）第12旅団：2個飛行隊基幹
- 第13飛行隊（防府分屯地）第13旅団
- 第14飛行隊（北徳島分屯地）第14旅団
- 第15ヘリコプター隊（那覇駐屯地）第15旅団：2個飛行隊基幹

防衛大臣直轄部隊
- 陸上自衛隊中央管制気象隊（市ヶ谷駐屯地）

防衛大臣直轄機関
- 陸上自衛隊航空学校（明野駐屯地）
  - 飛行教導隊（明野駐屯地）

## 第1ヘリコプター団
第1ヘリコプター団（だいいちヘリコプターだん）は、陸上総隊直轄の航空科部隊であり、隷下には計10個飛行隊を有する航空科最大規模の部隊である。主力が木更津駐屯地に、隷下の輸送航空隊の一部の第109飛行隊が高遊原分屯地に駐屯し、機動運用部隊として日本全国を担当範囲としている。第1輸送ヘリコプター群および輸送航空隊を中心に、VIP輸送にもあたる特別輸送ヘリコプター隊を有している。陸将補が指揮を執る。

### 第1輸送ヘリコプター群本部および本部付隊
第1輸送ヘリコプター群（だいいちゆそうヘリコプターぐん）は、陸上自衛隊木更津駐屯地に駐屯する第1ヘリコプター団隷下の航空科部隊である。
- 創設　　：2008年（平成20年）3月26日
- 編成地　：木更津駐屯地

- 車両表示：

- 上級部隊：第1ヘリコプター団

- 備考　　：

詳細は「第1輸送ヘリコプター群」を参照。

### 特別輸送ヘリコプター隊
特別輸送ヘリコプター隊（とくべつゆそうヘリコプターたい）は、陸上自衛隊木更津駐屯地に駐屯する第1ヘリコプター団隷下の航空科部隊である。
詳細は「特別輸送ヘリコプター隊」を参照。

### 連絡偵察飛行隊
連絡偵察飛行隊（れんらくていさつひこうたい）は、陸上自衛隊木更津駐屯地に駐屯する第1ヘリコプター団隷下の航空科部隊である。

### 輸送航空隊本部および本部中隊
輸送航空隊（ゆそうこうくうたい）は、陸上自衛隊佐賀駐屯地に本部が駐屯する第1ヘリコプター団隷下の航空科部隊である。
詳細は「輸送航空隊」を参照。

### 輸送航空野整備隊
輸送航空野整備隊（ゆそうこうくうやせいびたい）は、陸上自衛隊佐賀駐屯地に駐屯する第1ヘリコプター団輸送航空隊隷下の航空科（野整備）部隊である。輸送航空隊の保有する航空機等の航空野整備および航空補給を行う。
- 輸送航空野整備隊（佐賀駐屯地）第1ヘリコプター団輸送航空隊：2020年（令和2年）3月26日新編。

### 第1ヘリコプター野整備隊
第1ヘリコプター野整備隊（だいいちヘリコプターやせいびたい）は、陸上自衛隊木更津駐屯地に駐屯する第1ヘリコプター団隷下の航空科（野整備）部隊である。
第1ヘリコプター団（輸送航空隊を除く）の保有する航空機等の航空野整備および航空器材等の補給を行う。また野外整備のほか、海上自衛隊の艦艇上での整備も行った実績もある。
- 第1ヘリコプター野整備隊（木更津駐屯地）第1ヘリコプター団

## 方面航空隊
方面航空隊（ほうめんこうくうたい）は、各方面隊直轄の航空科部隊であり、各方面隊に1個ずつ置かれている。対戦車ヘリコプター隊および方面ヘリコプター隊を主力に、支援部隊として方面管制気象隊および方面航空野整備隊を組み入れている。方面航空隊長は1等陸佐。
方面航空隊の一覧
- 北部方面航空隊（丘珠駐屯地）北部方面隊直轄：1954年（昭和29年）1月10日新編。
- 東北方面航空隊（霞目駐屯地）東北方面隊直轄：1962年（昭和37年）1月18日新編。
- 東部方面航空隊（立川駐屯地）東部方面隊直轄：1962年（昭和37年）1月18日新編。
- 中部方面航空隊（八尾駐屯地）中部方面隊直轄：1962年（昭和37年）1月18日新編。
- 西部方面航空隊（高遊原分屯地）西部方面隊直轄：1956年（昭和31年）1月25日新編。

方面航空隊の編制
- 方面航空隊本部
- 方面航空隊本部付隊
- 戦闘ヘリコプター隊：戦闘ヘリコプターを装備し、航空支援を目的とする。西部方面航空隊のみに1個隊を配置。
  - 戦闘ヘリコプター隊本部
  - 戦闘ヘリコプター隊本部付隊
  - 第1飛行隊
  - 第2飛行隊
- 対戦車ヘリコプター隊：対戦車ヘリコプターを装備し、航空支援を目的とする。西部方面航空隊を除く各方面航空隊に1個隊を配置。
  - 対戦車ヘリコプター隊本部
  - 対戦車ヘリコプター隊本部付隊
  - 飛行隊
  - 飛行支援隊
- 方面ヘリコプター隊：方面航空隊隷下の大隊規模の部隊である。隊長は2等陸佐。主に多用途ヘリコプター等を装備、運用する。
  - 方面ヘリコプター隊本部
  - 方面ヘリコプター隊本部付隊
    - 管理整備班
    - 通信班

  - 第1飛行隊
  - 第2飛行隊
  - 第3飛行隊（中部および西部方面ヘリコプター隊のみ　CH-47装備）
- 方面管制気象隊
  - 方面管制気象隊本部
  - 基地隊
  - 派遣隊
    - 隊本部：他部隊との調整。
    - 通信班：通信業務
    - 管制班：飛行の統制、調整
    - 気象班：航空気象支援
- 方面航空野整備隊
  - 方面航空野整備隊本部
  - 整備隊
  - 補給隊

詳細は「北部方面航空隊」、「東北方面航空隊」、「東部方面航空隊」、「中部方面航空隊」、「西部方面航空隊」を参照。

## 方面ヘリコプター隊
方面ヘリコプター隊（ほうめんヘリコプターたい）は、陸上自衛隊の航空科部隊の一つである。方面ヘリコプター隊は、各方面航空隊の隷下にあり、多用途ヘリコプター等を装備している。2025年（令和7年）4月時点で5個隊が編成されている。
方面ヘリコプター隊の一覧
- 北部方面ヘリコプター隊（丘珠駐屯地）：1968年（昭和43年）3月1日新編。2個飛行隊基幹。
- 東北方面ヘリコプター隊（霞目駐屯地）：1968年（昭和43年）3月1日新編。2個飛行隊基幹。
- 東部方面ヘリコプター隊（立川駐屯地）：1969年（昭和44年）8月1日新編。2個飛行隊基幹。
- 中部方面ヘリコプター隊（八尾駐屯地）：1968年（昭和43年）3月1日新編。3個飛行隊基幹。
- 西部方面ヘリコプター隊（高遊原分屯地）：1968年（昭和43年）3月1日新編。3個飛行隊基幹。

### 北部方面ヘリコプター隊
北部方面ヘリコプター隊（ほくぶほうめんヘリコプターたい）は、観測ヘリコプター、多用途ヘリコプターを運用し陸上自衛隊丘珠駐屯地に駐屯する北部方面航空隊隷下の航空科（ヘリコプター）部隊である。
- 創設　　：1968年（昭和43年）3月1日
- 編成地　：丘珠駐屯地
- 部隊長　：1等陸佐（三）
- 隊旗　　：あさぎの群旗
- 編成　　：
  - 北部方面ヘリコプター隊本部
  - 北部方面ヘリコプター隊本部付隊「北方ヘリ-本」：OH-1
  - 第1飛行隊「北方ヘリ-1」：UH-1J
  - 第2飛行隊「北方ヘリ-2」：UH-1J
- 上級部隊：北部方面航空隊
- 備考　　：

### 東北方面ヘリコプター隊
東北方面ヘリコプター隊（とうほくほうめんヘリコプターたい）は、観測ヘリコプター、多用途ヘリコプターを運用し陸上自衛隊霞目駐屯地に駐屯する東北方面航空隊隷下の航空科（ヘリコプター）部隊である。
- 創設　　：1968年（昭和43年）3月1日
- 編成地　：霞目駐屯地
- 部隊長　：1等陸佐（三）
- 隊旗　　：あさぎの群旗
- 編成　　：
  - 東北方面ヘリコプター隊本部
  - 東北方面ヘリコプター隊本部付隊「東北ヘリ-本」：OH-1
  - 第1飛行隊「東北ヘリ-1」：UH-1J
  - 第2飛行隊「東北ヘリ-2」：UH-1J
- 上級部隊：東北方面航空隊
- 備考　　：

### 東部方面ヘリコプター隊
東部方面ヘリコプター隊（とうぶほうめんヘリコプターたい）は、観測ヘリコプター、多用途ヘリコプターを運用し陸上自衛隊立川駐屯地に駐屯する東部方面航空隊隷下の航空科（ヘリコプター）部隊である。
- 創設　　：1969年（昭和44年）8月1日
- 編成地　：霞ヶ浦駐屯地
- 部隊長　：1等陸佐（三）
- 隊旗　　：あさぎの群旗
- 編成　　：
  - 東部方面ヘリコプター隊本部
  - 東部方面ヘリコプター隊本部付隊「東方ヘリ-本」：OH-1
  - 第1飛行隊「東方ヘリ-1」：UH-1J
  - 第2飛行隊「東方ヘリ-2」：UH-1J

- 駐屯地　：

1. 霞ヶ浦駐屯地：1969年（昭和44年）8月1日から
2. 立川駐屯地：1972年（昭和47年）12月27日から

- 上級部隊：東部方面航空隊
- 備考　　：

### 中部方面ヘリコプター隊
中部方面ヘリコプター隊（ちゅうぶほうめんヘリコプターたい）は、多用途ヘリコプター、輸送ヘリコプター等を運用する陸上自衛隊八尾駐屯地に隊本部が駐屯する中部方面航空隊隷下の航空科（ヘリコプター）部隊である。
- 創設　　：1968年（昭和43年）3月1日
- 編成地　：八尾駐屯地
- 部隊長　：1等陸佐（三）
- 隊旗　　：あさぎの群旗
- 編成　　：
  - 中部方面ヘリコプター隊本部
  - 中部方面ヘリコプター隊本部付隊「中方ヘリ-本」：OH-1
  - 第1飛行隊「中方ヘリ-1」：UH-1J、UH-2
  - 第2飛行隊「中方ヘリ-2」：UH-1J
  - 第3飛行隊「中方ヘリ-3」（美保分屯地）：CH-47
- 上級部隊：中部方面航空隊
- 備考　　：2018年（平成30年）3月27日に第3飛行隊（CH-47装備）を新設の美保分屯地で新編。

### 西部方面ヘリコプター隊
西部方面ヘリコプター隊（せいぶほうめんヘリコプターたい）は、多用途ヘリコプター、輸送ヘリコプター等を運用し陸上自衛隊目達原駐屯地に駐屯する西部方面航空隊隷下の航空科（ヘリコプター）部隊である。
- 創設　　：1968年（昭和43年）3月1日
- 編成地　：託麻原分屯地
- 部隊長　：1等陸佐（三）
- 隊旗　　：あさぎの群旗
- 編成　　：
  - 西部方面ヘリコプター隊本部
  - 西部方面ヘリコプター隊本部付隊「西方ヘリ-本」：OH-1
  - 第1飛行隊「西方ヘリ-1」：UH-60JA
  - 第2飛行隊「西方ヘリ-2」：UH-1J、UH-2
  - 第3飛行隊「西方ヘリ-3」（高遊原分屯地）：CH-47JA

- 駐屯地　：

1. 託麻原分屯地：1968年（昭和43年）3月1日から
2. 目達原駐屯地：1971年（昭和46年）4月20日から

- 上級部隊：西部方面航空隊
- 備考　　：1978年（昭和53年）3月25日：西部方面ヘリコプター隊に第3飛行隊が新編され、KV-107IIが配備 。輸送航空隊第109飛行隊が平素隷属。

## 対戦車（戦闘）ヘリコプター隊
対戦車（戦闘）ヘリコプター隊（たいせんしゃヘリコプターたい、せんとうヘリコプターたい）は、対戦車（戦闘）ヘリコプターを装備する陸上自衛隊の航空科部隊である。
対戦車（戦闘）ヘリコプター隊の一覧
太字は、廃止部隊。
- 第1対戦車ヘリコプター隊（帯広駐屯地）北部方面航空隊、北海道：1個飛行隊（飛行隊）
- 第2対戦車ヘリコプター隊（八戸駐屯地）東北方面航空隊、青森県：1個飛行隊（飛行隊
- 第3対戦車ヘリコプター隊（目達原駐屯地）西部方面航空隊、佐賀県：2個飛行隊（第1・第2飛行隊）2021年（令和3年）3月17日廃止。
- 第4対戦車ヘリコプター隊（木更津駐屯地）東部方面航空隊、千葉県：1個飛行隊（飛行隊）
- 第5対戦車ヘリコプター隊（明野駐屯地）中部方面航空隊、三重県：1個飛行隊（飛行隊）

- 第1戦闘ヘリコプター隊（目達原駐屯地）西部方面航空隊、佐賀県：2個飛行隊（第1・第2飛行隊）

### 第1対戦車ヘリコプター隊
第1対戦車ヘリコプター隊（だいイチたいせんしゃヘリコプターたい）は、対戦車ヘリコプターを運用し陸上自衛隊帯広駐屯地（北海道帯広市）に駐屯する北部方面航空隊隷下の航空科（対戦車ヘリコプター）部隊である。
- 創設　　：1986年（昭和61年）3月25日
- 編成地　：帯広駐屯地
- 部隊長　：1等陸佐（三）
- 隊旗　　：あさぎの群旗
- 編成　　：
  - 第1対戦車ヘリコプター隊本部
  - 第1対戦車ヘリコプター隊本部付隊「1対戦ヘリ-本」
  - 飛行隊「1対戦ヘリ-飛」：AH-1S
  - 飛行支援隊「1対戦ヘリ-飛支」
- 上級部隊：北部方面航空隊
- 備考　　：

### 第2対戦車ヘリコプター隊
第2対戦車ヘリコプター隊（だい二たいせんしゃヘリコプターたい）は、対戦車ヘリコプターを運用し陸上自衛隊八戸駐屯地（青森県八戸市）に駐屯する東北方面航空隊隷下の航空科（対戦車ヘリコプター）部隊である。
- 創設　　：1988年（昭和63年）3月25日
- 編成地　：八戸駐屯地
- 部隊長　：1等陸佐（三）
- 隊旗　　：あさぎの群旗
- 編成　　：
  - 第2対戦車ヘリコプター隊本部
  - 第2対戦車ヘリコプター隊本部付隊「2対戦ヘリ-本」：OH-1
  - 飛行隊「2対戦ヘリ-飛」：AH-1S
  - 飛行支援隊「2対戦ヘリ-飛支」
- 上級部隊：東北方面航空隊
- 備考　　：

### 第3対戦車ヘリコプター隊
第3対戦車ヘリコプター隊（だいサンたいせんしゃヘリコプターたい）は、陸上自衛隊目達原駐屯地（佐賀県神埼郡）に駐屯していた西部方面航空隊隷下の航空科（対戦車ヘリコプター）部隊で2021年（令和3年）3月17日に廃止され第1戦闘ヘリコプター隊に改編された。
- 創設　　：1990年（平成2年）3月26日
- 編成地　：目達原駐屯地
- 部隊長　：1等陸佐（三）
- 隊旗　　：あさぎの群旗
- 編成　　：
  - 第3対戦車ヘリコプター隊本部
  - 第3対戦車ヘリコプター隊本部付隊「3対戦ヘリ-付」：OH-1
  - 第1飛行隊「3対戦ヘリ-1飛」：AH-64D、AH-1S
  - 第2飛行隊「3対戦ヘリ-2飛」：AH-64D、AH-1S
- 上級部隊：西部方面航空隊
- 廃止　　：2021年（令和3年）3月17日
- 廃止地　：目達原駐屯地
- 後継部隊：第1戦闘ヘリコプター隊
- 備考　　：

### 第4対戦車ヘリコプター隊
第4対戦車ヘリコプター隊（だいヨンたいせんしゃヘリコプターたい）は、対戦車ヘリコプターを運用し陸上自衛隊木更津駐屯地（千葉県木更津市）に駐屯する東部方面航空隊隷下の航空科（対戦車ヘリコプター）部隊である。
- 創設　　：1992年（平成4年）3月27日
- 編成地　：木更津駐屯地
- 部隊長　：1等陸佐（三）
- 隊旗　　：あさぎの群旗
- 編成　　：
  - 第4対戦車ヘリコプター隊本部
  - 第4対戦車ヘリコプター隊本部付隊「4対戦ヘリ-付」：OH-1
  - 飛行隊「4対戦ヘリ-飛」：AH-1S
  - 飛行支援隊「5対戦ヘリ-飛支」
- 上級部隊：東部方面航空隊
- 備考　　：

### 第5対戦車ヘリコプター隊
第5対戦車ヘリコプター隊（だいゴたいせんしゃヘリコプターたい）は、対戦車ヘリコプターを運用し陸上自衛隊明野駐屯地（三重県伊勢市）に駐屯する中部方面航空隊隷下の航空科（対戦車ヘリコプター）部隊である。
- 創設　　：1994年（平成6年）3月28日
- 編成地　：明野駐屯地
- 部隊長　：1等陸佐（三）
- 隊旗　　：あさぎの群旗
- 編成　　：
  - 第5対戦車ヘリコプター隊本部
  - 第5対戦車ヘリコプター隊本部付隊「5対戦ヘリ-本」：OH-1
  - 飛行隊「5対戦ヘリ-飛」：AH-1S
  - 飛行支援隊「5対戦ヘリ-飛支」
- 上級部隊：中部方面航空隊
- 備考　　：

### 第1戦闘ヘリコプター隊
第1戦闘ヘリコプター隊（だいイチせんとうヘリコプターたい）は、対戦車ヘリコプターを運用し陸上自衛隊目達原駐屯地に駐屯する西部方面航空隊隷下の航空科（戦闘ヘリコプター）部隊である。
- 改編部隊：第3対戦車ヘリコプター隊
- 創設　　：2021年（令和3年）3月18日
- 編成地　：目達原駐屯地
- 部隊長　：1等陸佐（三）
- 隊旗　　：あさぎの群旗
- 編成　　：
  - 第1戦闘ヘリコプター隊本部
  - 第1戦闘ヘリコプター隊本部付隊「1戦ヘリ-本」：OH-1
  - 第1飛行隊「1戦ヘリ-1飛」：AH-64D
- 上級部隊：西部方面航空隊
- 備考　　：

## 飛行隊
飛行隊（ひこうたい）は、陸上自衛隊の航空科部隊で独立飛行隊と師団（旅団）隷下の飛行隊がある。

### 独立飛行隊
独立飛行隊（どくりつひこうたい）は、第1ヘリコプター団隷下の航空科部隊で団直轄の飛行隊と第1輸送ヘリコプター群隷下、輸送航空隊隷下の飛行隊がある。
独立飛行隊の一覧
※太字は廃止部隊。
- 第101飛行隊（那覇基地）第1混成団：2010年（平成22年）3月25日廃止。
- 第102飛行隊（木更津駐屯地）第1ヘリコプター団
- 第103飛行隊（木更津駐屯地）第1輸送ヘリコプター群
- 第104飛行隊（木更津駐屯地）第1輸送ヘリコプター群
- 第105飛行隊（木更津駐屯地）第1輸送ヘリコプター群
- 第106飛行隊（木更津駐屯地）第1輸送ヘリコプター群

- 第107飛行隊（木更津駐屯地）輸送航空隊
- 第108飛行隊（木更津駐屯地）輸送航空隊
- 第109飛行隊（高遊原分屯地）輸送航空隊

独立飛行隊の概要
第101飛行隊（だいイチマルイチひこうたい）は、航空自衛隊那覇基地（沖縄県那覇市）に駐屯していた陸上自衛隊第1混成団隷下の航空科部隊で2010年（平成22年）3月25日に廃止され第15飛行隊に改編された。
- 創設　　：1972年（昭和47年）11月21日
- 編成地　：航空自衛隊那覇基地（那覇飛行場）

- 部隊長　：2等陸佐
- 隊旗　　：あさぎの大隊旗
- 車両表示：101飛

- 上級部隊：

1. 西部方面隊直轄：1972年（昭和47年）11月21日から
2. 第1混成団：1973年（昭和48年）10月16日から

- 廃止　　：2013年（平成25年）3月25日
- 廃止地　：航空自衛隊那覇基地（那覇飛行場）
- 後継部隊：第15飛行隊
- 備考　　：

詳細は、「第101飛行隊」を参照。
第102飛行隊（だいイチマルニひこうたい、だいヒャクニひこうたい）は、多用途ヘリコプターを運用し陸上自衛隊木更津駐屯地に駐屯する第1ヘリコプター団隷下の航空科（ヘリコプター）部隊である。
- 創設　　：2008年（平成20年）3月26日
- 編成地　：木更津駐屯地

- 部隊長　：2等陸佐
- 隊旗　　：あさぎの大隊旗
- 車両表示：102飛

- 上級部隊：第1ヘリコプター団

- 主要装備：UH-60JA
- 備考　　：

詳細は、「第102飛行隊」を参照。
第103飛行隊（だいイチマルサンひこうたい、だいヒャクサンヒャクサンひこうたい）は、輸送ヘリコプターを運用し陸上自衛隊木更津駐屯地に駐屯する第1輸送ヘリコプター群隷下の航空科（ヘリコプター）部隊である。
- 創設　　：2008年（平成20年）3月26日
- 編成地　：木更津駐屯地
- 隊旗　　：あさぎの大隊旗
- 部隊長　：2等陸佐
- 車両表示：103飛

- 上級部隊：第1輸送ヘリコプター群

- 主要装備：CH-47J/JA
- 備考　　：

第104飛行隊（だいイチマルヨンひこうたい、だいヒャクヨンひこうたい）は、輸送ヘリコプターを運用し陸上自衛隊木更津駐屯地に駐屯する第1輸送ヘリコプター群隷下の航空科（ヘリコプター）部隊である。
- 創設　　：2008年（平成20年）3月26日
- 編成地　：木更津駐屯地

- 部隊長　：2等陸佐
- 隊旗　　：あさぎの大隊旗
- 車両表示：104飛

- 上級部隊：第1輸送ヘリコプター群

- 主要装備：CH-47J/JA
- 備考　　：

第105飛行隊（だいイチマルゴひこうたい、だいヒャクゴひこうたい）は、輸送ヘリコプターを運用し陸上自衛隊木更津駐屯地に駐屯する第1輸送ヘリコプター群隷下の航空科（ヘリコプター）部隊である。
- 創設　　：2008年（平成20年）3月26日
- 編成地　：木更津駐屯地

- 部隊長　：2等陸佐
- 隊旗　　：あさぎの大隊旗
- 車両表示：105飛

- 上級部隊：第1輸送ヘリコプター群

- 主要装備：CH-47J/JA
- 備考　　：

第106飛行隊（だいイチマルロクひこうたい、だいヒャクロクひこうたい）は、輸送ヘリコプターを運用し陸上自衛隊木更津駐屯地に駐屯する第1輸送ヘリコプター群隷下の航空科（ヘリコプター）部隊である。
- 創設　　：2008年（平成20年）3月26日
- 編成地　：木更津駐屯地

- 部隊長　：2等陸佐
- 隊旗　　：あさぎの大隊旗
- 車両表示：106飛

- 上級部隊：第1輸送ヘリコプター群

- 主要装備：CH-47J/JA
- 備考　　：

第107飛行隊（だいイチマルナナひこうたい、だいヒャクナナひこうたい）は、V-22を運用し陸上自衛隊木更津駐屯地に駐屯する輸送航空隊隷下の航空科部隊である。
- 創設　　：2020年（令和2年）3月26日
- 編成地　：木更津駐屯地

- 部隊長　：2等陸佐
- 隊旗　　：あさぎの大隊旗
- 車両表示：107飛

- 上級部隊：輸送航空隊

- 主要装備：V-22
- 備考　　：

第108飛行隊（だいイチマルハチひこうたい、だいヒャクハチひこうたい）は、V-22を運用し陸上自衛隊木更津駐屯地に駐屯する輸送航空隊隷下の航空科部隊である。
- 創設　　：2020年（令和2年）3月26日
- 編成地　：木更津駐屯地

- 部隊長　：2等陸佐
- 隊旗　　：あさぎの大隊旗
- 車両表示：108飛

- 上級部隊：輸送航空隊

- 主要装備：V-22
- 備考　　：

第109飛行隊（だいイチマルハチきゅうひこうたい、だいヒャクキュウひこうたい）は、輸送ヘリコプターを運用し陸上自衛隊高遊原分屯地に駐屯する輸送航空隊隷下の航空科（ヘリコプター）部隊である。
- 創設　　：2020年（令和2年）3月26日
- 編成地　：高遊原分屯地

- 部隊長　：2等陸佐
- 隊旗　　：あさぎの大隊旗
- 車両表示：109飛

- 上級部隊：輸送航空隊

- 主要装備：CH-47J/JA
- 備考　　：平素西部方面ヘリコプター隊隷属

### 師団（旅団）飛行隊
師団（旅団）飛行隊（しだんひこうたい・りょだんひこうたい）は、各師団・旅団隷下の多用途ヘリコプターを運用する航空科（ヘリコプター）部隊である。飛行隊長は2等陸佐が充てられる。
師団（旅団）飛行隊の一覧
※太字は廃止部隊。
- 第1飛行隊（立川駐屯地）第1師団
- 第2飛行隊（旭川駐屯地）第2師団
- 第3飛行隊（八尾駐屯地）第3師団
- 第4飛行隊（目達原駐屯地）第4師団
- 第5飛行隊（帯広駐屯地）第5旅団
- 第6飛行隊（山形空港飛行場地区[5]）第6師団
- 第7飛行隊（丘珠駐屯地）第7師団
- 第8飛行隊（高遊原分屯地）第8師団
- 第9飛行隊（八戸駐屯地）第9師団
- 第10飛行隊（明野駐屯地）第10師団
- 第11飛行隊（丘珠駐屯地）第11旅団
- 第12飛行隊（北宇都宮駐屯地）第12師団：2001年（平成13年）3月26日廃止。
- 第13飛行隊（防府分屯地）第13旅団
- 第14飛行隊（北徳島分屯地）第14旅団
- 第15飛行隊（那覇基地）第15旅団：2013年（平成25年）3月25日廃止。

師団（旅団）飛行隊の編制（一例）
- 飛行隊本部
- 飛行班
- 整備班
- 通信班

師団（旅団）飛行隊の概要

#### 第1飛行隊
第1飛行隊（だいイチひこうたい）は、多用途ヘリコプターを運用し陸上自衛隊立川駐屯地に駐屯する第1師団隷下の航空科（ヘリコプター）部隊である。
- 改編部隊：第1航空隊
- 創設　　：1962年（昭和37年）1月18日
- 編成地　：霞ヶ浦駐屯地
- 部隊長　：2等陸佐
- 隊旗　　：あさぎの大隊旗
- 車両表示：1飛

- 駐屯地　：

1. 霞ヶ浦駐屯地：1962年（昭和37年）1月18日から
2. 立川飛行場：1972年（昭和47年）12月27日から
3. 立川駐屯地：1973年（昭和48年）5月2日から

- 上級部隊：

1. 東部方面航空隊：1962年（昭和37年）1月18日から
2. 第1師団：1994年（平成 6年）3月28日から

- 支援部隊：東部方面航空野整備隊（立川駐屯地）
- 備考　　：

詳細は、「第1飛行隊」を参照。

#### 第2飛行隊
第2飛行隊（だい二ひこうたい）は、多用途ヘリコプターを運用し陸上自衛隊旭川駐屯地に駐屯する第2師団隷下の航空科（ヘリコプター）部隊である。
- 改編部隊：第2航空隊
- 創設　　：1962年（昭和37年）1月18日
- 編成地　：旭川駐屯地
- 部隊長　：2等陸佐
- 隊旗　　：あさぎの大隊旗
- 車両表示：2飛

- 上級部隊：

1. 北部方面航空隊：1962年（昭和37年）8月15日から
2. 第2師団：1994年（平成 6年）3月28日から

- 備考　　：

詳細は、「第2飛行隊」を参照。

#### 第3飛行隊
第3飛行隊（だいサンひこうたい）は、多用途ヘリコプターを運用し陸上自衛隊八尾駐屯地に駐屯する第3師団隷下の航空科（ヘリコプター）部隊である。
- 改編部隊：第3航空隊
- 創設　　：1962年（昭和37年）1月18日
- 編成地　：八尾駐屯地
- 部隊長　：2等陸佐
- 隊旗　　：あさぎの大隊旗
- 車両表示：3飛

- 上級部隊：

1. 中部方面航空隊：1962年（昭和37年）1月18日から
2. 第3師団：1994年（平成 6年）3月28日から

- 備考　　：

詳細は、「第3飛行隊」を参照。

#### 第4飛行隊
第4飛行隊（だいヨンひこうたい）は、多用途ヘリコプターを運用し陸上自衛隊目達原駐屯地に駐屯する第4師団隷下の航空科（ヘリコプター）部隊である。
- 改編部隊：第4航空隊
- 創設　　：1962年（昭和37年）1月18日
- 編成地　：目達原駐屯地
- 部隊長　：2等陸佐
- 隊旗　　：あさぎの大隊旗
- 車両表示：4飛

- 上級部隊：ゴ

1. 西部方面航空隊：
2. 第4師団：

- 備考　　：

詳細は、「第4飛行隊」を参照。

#### 第5飛行隊
第5飛行隊（だいゴひこうたい）は、多用途ヘリコプターを運用し陸上自衛隊帯広駐屯地に駐屯する第5旅団隷下の航空科（ヘリコプター）部隊である。
- 改編部隊：第5航空隊
- 創設　　：1962年（昭和37年）1月18日
- 編成地　：帯広駐屯地
- 部隊長　：2等陸佐
- 隊旗　　：あさぎの大隊旗
- 車両表示：5飛

- 上級部隊：

1. 北部方面航空隊：1962年（昭和37年）8月15日から
2. 第5師団：1994年（平成 6年）3月28日から
3. 第5旅団：2004年（平成16年）3月29日から

- 備考　　：

#### 第6飛行隊
第6飛行隊（だいロクひこうたい）は、多用途ヘリコプターを運用し陸上自衛隊神町駐屯地（山形空港飛行場地区）に駐屯する第6旅団隷下の航空科（ヘリコプター）部隊である。
- 改編部隊：第6航空隊
- 創設　　：1962年（昭和37年）1月18日
- 編成地　：霞目駐屯地
- 部隊長　：2等陸佐
- 隊旗　　：あさぎの大隊旗
- 車両表示：6飛

- 駐屯地　：

1. 霞目駐屯地
2. 神町駐屯地（山形空港飛行場地区[5]）

- 上級部隊：

1. 東北方面航空隊：1962年（昭和37年）8月15日から
2. 第6師団：1994年（平成 6年）3月28日から

- 備考　　：

#### 第7飛行隊
第7飛行隊（だいナナひこうたい）は、多用途ヘリコプターを運用し陸上自衛隊丘珠駐屯地に駐屯する第7師団隷下の航空科（ヘリコプター）部隊である。
- 改編部隊：第7航空隊
- 創設　　：1962年（昭和37年）8月15日
- 編成地　：丘珠駐屯地
- 部隊長　：2等陸佐
- 隊旗　　：あさぎの大隊旗
- 車両表示：7飛

- 上級部隊：

1. 北部方面航空隊：1962年（昭和37年）8月15日から
2. 第7師団：1994年（平成 6年）3月28日から

- 備考　　：

#### 第8飛行隊
第8飛行隊（だいハチひこうたい）は、多用途ヘリコプターを運用し陸上自衛隊高遊原分屯地に駐屯する第8師団隷下の航空科（ヘリコプター）部隊である。
- 改編部隊：第8航空隊
- 創設　　：1962年（昭和37年）1月18日
- 編成地　：目達原駐屯地
- 部隊長　：2等陸佐
- 隊旗　　：あさぎの大隊旗
- 車両表示：8飛

- 駐屯地　：

1. 目達原駐屯地：1962年（昭和37年）1月18日から
2. 高遊原分屯地：1971年（昭和46年）4月20日から

- 上級部隊：

1. 西部方面航空隊：1962年（昭和37年）1月18日から
2. 第8師団：1994年（平成 6年）3月28日から

- 備考　　：

詳細は、「第8飛行隊」を参照。

#### 第9飛行隊
第9飛行隊（だいキュウひこうたい）は、多用途ヘリコプターを運用し陸上自衛隊八戸駐屯地に駐屯する第9師団隷下の航空科（ヘリコプター）部隊である。
- 改編部隊：第9航空隊
- 創設　　：1962年（昭和37年）1月18日
- 編成地　：八戸駐屯地
- 部隊長　：2等陸佐
- 隊旗　　：あさぎの大隊旗
- 車両表示：9飛

- 上級部隊：

1. 東北方面航空隊：1962年（昭和37年）1月18日から
2. 第9師団：1994年（平成 6年）3月28日から

- 備考　　：

#### 第10飛行隊
第10飛行隊（だいジュウひこうたい）は、多用途ヘリコプターを運用し陸上自衛隊明野駐屯地に駐屯する第10師団隷下の航空科（ヘリコプター）部隊である。
- 改編部隊：
- 創設　　：
- 編成地　：明野駐屯地
- 部隊長　：2等陸佐
- 隊旗　　：あさぎの大隊旗
- 車両表示：10飛

- 上級部隊：

1. 中部方面航空隊：1962年（昭和37年）1月18日から
2. 第10師団：1994年（平成 6年）3月28日から

- 備考　　：

詳細は、「第10飛行隊」を参照。

#### 第11飛行隊
第11飛行隊（だいジュウイチひこうたい）は、多用途ヘリコプターを運用し陸上自衛隊丘珠駐屯地に駐屯する第11旅団隷下の航空科（ヘリコプター）部隊である。
- 改編部隊：第1特科団航空隊
- 創設　　：1962年（昭和37年）1月18日
- 編成地　：丘珠駐屯地
- 部隊長　：2等陸佐
- 隊旗　　：あさぎの大隊旗
- 車両表示：11飛

- 上級部隊：

1. 北部方面航空隊：1962年（昭和37年）1月18日から
2. 第11師団：1994年（平成6年）3月28日から
3. 第11旅団：2008年（平成20年）3月26日から

- 備考　　：

詳細は、「第11飛行隊」を参照。

#### 第12飛行隊
第12飛行隊（だいジュウニひこうたい）は、陸上自衛隊北宇都宮駐屯地に駐屯していた第12師団隷下の航空科（ヘリコプター）部隊で2001年（平成13年）3月26日に廃止され第12ヘリコプター隊に改編された。
- 創設　　：1962年（昭和37年）1月18日
- 編成地　：霞ヶ浦駐屯地
- 部隊長　：2等陸佐
- 隊旗　　：あさぎの大隊旗
- 車両表示：12飛

- 駐屯地　：

1. 霞ヶ浦駐屯地：1962年（昭和37年）1月18日から
2. 北宇都宮駐屯地：1962年（昭和37年）11月30日から

- 上級部隊：

1. 東部方面航空隊：1962年（昭和37年）1月18日から
2. 第12師団：1994年（平成 6年）3月28日から

- 廃止　　：2001年（平成13年）3月26日
- 廃止地　：北宇都宮駐屯地
- 後継部隊：第12ヘリコプター隊
- 備考　　：

#### 第13飛行隊
第13飛行隊（だいジュウサンひこうたい）は、多用途ヘリコプターを運用し陸上自衛隊防府分屯地に駐屯する第13旅団隷下の航空科（ヘリコプター）部隊である。第13飛行隊長が防府分屯地司令を兼務する。
- 創設　　：1962年（昭和37年）1月18日
- 編成地　：八尾駐屯地
- 部隊長　：2等陸佐
- 隊旗　　：あさぎの大隊旗
- 車両表示：13飛

- 駐屯地　：

1. 八尾駐屯地：1962年（昭和37年）1月18日から
2. 防府分屯地：1962年（昭和37年）11月30日から

- 上級部隊：

1. 第13師団：1962年（昭和37年）1月18日から
2. 第13旅団：1999年（平成11年）3月29日から

- 備考　　：

#### 第14飛行隊
第14飛行隊（だいジュウヨンひこうたい）は、多用途ヘリコプターを運用し陸上自衛隊北徳島分屯地に駐屯する第14旅団隷下の航空科（ヘリコプター）部隊である。第14飛行隊長は北徳島分屯地司令を兼務している。
- 創設　　：2010年（平成22年）3月26日
- 編成地　：北徳島分屯地
- 部隊長　：2等陸佐
- 隊旗　　：あさぎの大隊旗
- 車両表示：14飛
- 上級部隊：第14旅団
- 備考　　：

詳細は、「第14飛行隊」を参照。

#### 第15飛行隊
第15飛行隊（だいジュウゴひこうたい）は、陸上自衛隊那覇基地に駐屯していた第15旅団隷下の航空科（ヘリコプター）部隊で2013年（平成25年）3月25日に廃止され第15ヘリコプター隊に改編された。
- 改編部隊：第101飛行隊
- 創設　　：2010年（平成22年）3月26日
- 編成地　：那覇基地
- 部隊長　：2等陸佐
- 隊旗　　：あさぎの大隊旗
- 車両表示：15飛
- 上級部隊：第15旅団
- 廃止　　：2013年（平成25年）3月25日
- 廃止地　：那覇基地
- 後継部隊：第15ヘリコプター隊
- 備考　　：

詳細は、「第15ヘリコプター隊」を参照。

## 旅団ヘリコプター隊
旅団ヘリコプター隊（りょだんヘリコプターたい）は、陸上自衛隊の第12旅団、第15旅団隷下の航空科（ヘリコプター）部隊である。
空中機動能力を強化している第12旅団および離島配備部隊である第15旅団のみがヘリコプター隊となっている。ヘリコプター隊は2個飛行隊編制であり、1等陸佐（二）が充てられる。
旅団ヘリコプター隊の一覧
- 第12ヘリコプター隊（相馬原駐屯地）第12旅団
- 第15ヘリコプター隊（那覇基地）第15旅団

## 陸上自衛隊中央管制気象隊
中央管制気象隊（ちゅうおうかんせいきしょうたい）は、陸上自衛隊市ヶ谷駐屯地に駐屯する防衛大臣直轄の航空科部隊である。
詳細は「陸上自衛隊中央管制気象隊」を参照。

## 方面管制気象隊
方面管制気象隊（ほうめんかんせいきしょうたい）は、各飛行場における航空管制・航空気象および航空機の運航支援と野外における飛行部隊等の支援を主任務とする陸上自衛隊の航空科部隊である。
方面管制気象隊の隊長は2陸等佐であり、同基地隊、派遣隊の隊長は3等陸佐または1陸等尉である。各種通信器材、電子器材等を装備し、陸上自衛隊駐屯地内の各飛行場における飛行の統制、調整および援助に係わる業務並びに航空気象支援業務（気象観測および気象監視、飛行隊に対するウェザーブリーフィング）や野外における飛行部隊等の支援を行う。
方面管制気象隊の一覧
- 北部方面管制気象隊（丘珠駐屯地）北部方面航空隊
- 東北方面管制気象隊（霞目駐屯地）東北方面航空隊
- 東部方面管制気象隊（立川駐屯地）東部方面航空隊
- 中部方面管制気象隊（八尾駐屯地）中部方面航空隊
- 西部方面管制気象隊（高遊原分屯地）西部方面航空隊

方面管制気象隊の概要
北部方面管制気象隊（ほくぶほうめんかんせいきしょうたい）は、陸上自衛隊丘珠駐屯地に駐屯する北部方面航空隊隷下の航空科部隊である。
- 創設　　：1962年（昭和37年）1月18日
- 編成地　：丘珠駐屯地
- 部隊長　：2等陸佐
- 隊旗　　：あさぎの大隊旗
  - 基地隊：あさぎの中隊旗（甲）
  - 編制上1等陸尉を長とする派遣隊：あさぎの中隊旗（乙）
- 編成　　：
  - 北部方面管制気象隊本部「北方管気」
  - 基地隊「北方管気-基」
  - 第1派遣隊（旭川駐屯地）
  - 第2派遣隊（帯広駐屯地）
- 上級部隊：北部方面航空隊
- 備考　　：

東北方面管制気象隊（とうほくほうめんかんせいきしょうたい）は、陸上自衛隊霞目駐屯地に駐屯する東北方面航空隊隷下の航空科部隊である。
- 創設　　：1962年（昭和37年）1月18日
- 編成地　：霞目駐屯地
- 部隊長　：2等陸佐
- 隊旗　　：あさぎの大隊旗
  - 基地隊：あさぎの中隊旗（甲）
  - 編制上1等陸尉を長とする派遣隊：あさぎの中隊旗（乙）
- 編成　　：
  - 東北方面管制気象隊本部「東北管気」
  - 基地隊「東北管気-基」
  - 第1派遣隊（八戸駐屯地）
  - 第2派遣隊（神町駐屯地）
- 上級部隊：東北方面航空隊
- 備考　　：

東部方面管制気象隊（とうぶほうめんかんせいきしょうたい）は、陸上自衛隊立川駐屯地に駐屯する東部方面航空隊隷下の航空科部隊である。
- 創設　　：1962年（昭和37年）1月18日
- 編成地　：霞ヶ浦駐屯地
- 部隊長　：2等陸佐
- 隊旗　　：あさぎの大隊旗
  - 基地隊：あさぎの中隊旗（甲）
  - 編制上1等陸尉を長とする派遣隊：あさぎの中隊旗（乙）
- 駐屯地　：
  1. 霞ヶ浦駐屯地：1962年（昭和37年）1月18日から
  2. 立川駐屯地：1972年（昭和47年）12月27日から
- 編成　　：
  - 東部方面管制気象隊「東部管気」
  - 基地隊「東部管気-基」
  - 第1派遣隊（霞ヶ浦駐屯地）
  - 第2派遣隊（滝ヶ原駐屯地）
  - 第3派遣隊（木更津駐屯地）
  - 第4派遣隊（北宇都宮駐屯地）
  - 第5派遣隊（相馬原駐屯地）
- 上級部隊：東部方面航空隊
- 備考　　：

中部方面管制気象隊（ちゅうぶほうめんかんせいきしょうたい）は、陸上自衛隊八尾駐屯地に駐屯する中部方面航空隊隷下の航空科部隊である。
- 創設　　：1962年（昭和37年）1月18日
- 編成地　：八尾駐屯地
- 部隊長　：2等陸佐
- 隊旗　　：あさぎの大隊旗
  - 基地隊：あさぎの中隊旗（甲）
  - 編制上1等陸尉を長とする派遣隊：あさぎの中隊旗（乙）
- 編成　　：
  - 中部方面管制気象隊「中部管気」
  - 基地隊「中部管気-基」
  - 第1派遣隊（明野駐屯地）
  - 第2派遣隊（防府分屯地）
  - 第3派遣隊（北徳島分屯地）
  - 第4派遣隊（美保分屯地）
- 上級部隊：中部方面航空隊
- 備考　　：

西部方面管制気象隊（せいぶほうめんかんせいきしょうたい）は、陸上自衛隊高遊原分屯地に駐屯する西部方面航空隊隷下の航空科部隊である。
- 創設　　：1962年（昭和37年）1月18日
- 編成地　：高遊原分屯地
- 部隊長　：2等陸佐
- 隊旗　　：あさぎの大隊旗
  - 基地隊：あさぎの中隊旗（甲）
  - 編制上1等陸尉を長とする派遣隊：あさぎの中隊旗（乙）
- 編成　　：
  - 西部方面管制気象隊「西部管気」
  - 基地隊「西部管気-基」
  - 第1派遣隊（目達原駐屯地）
- 上級部隊：中部方面航空隊
- 備考　　：

## 方面航空野整備隊
方面航空野整備隊（ほうめんこうくうやせいびたい）は、方面隊に展開している飛行部隊および各方面隊が保有する航空機等の航空野整備および航空補給を担任する陸上自衛隊方面航空隊隷下の航空科（航空補給整備）部隊である。高度の技術をもつ専門部隊で、航空器材や航空機搭載の通信電子器材の整備・補給・回収等を行う。
航空野整備隊の一覧
- 北部方面航空野整備隊（丘珠駐屯地）北部方面航空隊：1978年（昭和53年）4月5日新編。
- 東北方面航空野整備隊（霞目駐屯地）東北方面航空隊：1978年（昭和53年）4月5日新編。
- 東部方面航空野整備隊（立川駐屯地）東部方面航空隊：1978年（昭和53年）4月5日新編。
- 中部方面航空野整備隊（八尾駐屯地）中部方面航空隊：1978年（昭和53年）4月5日新編。
- 西部方面航空野整備隊（高遊原分屯地）西部方面航空隊：1978年（昭和53年）4月5日新編。

航空野整備隊の編制（一例）
- 方面航空野整備隊本部
- 整備隊
- 補給隊

## 飛行教導隊
飛行教導隊（ひこうきょうどうたい）は、陸上自衛隊明野駐屯地に駐屯する陸上自衛隊航空学校隷下の航空科職種の教導部隊である。
詳細は「飛行教導隊」を参照。

## 陸上自衛隊航空学校
陸上自衛隊航空学校（りくじょうじえいたいこうくうがっこう、JGSDF Aviation School）は、陸上自衛隊明野駐屯地に所在する陸上自衛隊防衛大臣直轄機関のひとつである。
詳細は「陸上自衛隊航空学校」を参照。

## 航空科部隊の沿革
保安隊時代
- 1954年（昭和29年）
  - 1月10日：

  1. 北部方面航空隊が札幌駐屯地に新編。
  2. 北部方面特科団航空隊が北千歳駐屯地に新編。
  3. 第2管区隊航空隊および第2航空勤務隊が旭川駐屯地に新編。

  - 5月2日：第3管区航空隊の移駐準備のため、先遣隊が浜松駐屯地から旧陸軍大正飛行場に派遣。
  - 5月：第762航空整備隊が浜松駐屯地から札幌駐屯地へ移駐。

陸上自衛隊の発足
- 1954年（昭和29年）
  - 7月1日
    1. 北部方面特科団航空隊が第1特科団航空隊へ改称。
    2. 第762航空整備隊を第302航空整備隊へ改称。

  - 8月20日：第3管区航空隊主力が浜松駐屯地から移駐完了。
  - 9月10日：
    1. 第2航空勤務隊（旭川駐屯地）が廃止。
    2. 第5航空隊および第5航空整備隊が旭川駐屯地に新編。
    3. 第305航空整備隊が旭川駐屯地に新編。
    4. 第3管区航空隊（八尾分屯地）が第3航空隊に称号変更。

  - 10月25日：丘珠分屯地が開設され、札幌駐屯地業務隊丘珠業務班が札幌駐屯地から移駐。
  - 10月26日：第5航空整備隊が旭川駐屯地から帯広駐屯地へ移駐。
- 1955年（昭和30年）
  - 6月20日：富士学校に富士学校航空班（富士駐屯地）を設置。
  - 11月 ：第305航空整備中隊が旭川駐屯地から丘珠分屯地へ移駐。
- 1956年（昭和31年）
  - 1月24日：第302航空整備隊および第305航空整備隊（丘珠分屯地）が廃止。
  - 1月25日：

  1. 西部方面航空隊が小月駐屯地に新編。
  2. 第307航空整備中隊が丘珠分屯地に新編。
- 1957年（昭和32年）
  - 2月20日：第310航空整備中隊を新編。
  - 8月20日：西部方面航空隊が小月駐屯地から託麻原分屯地（旧熊本空港所在地）に移駐。
- 1958年（昭和33年）6月25日：第3航空隊を母体として第10航空隊が八尾駐屯地に新編。
- 1959年（昭和34年）
  - 3月20日：陸上自衛隊航空学校隷下に第1ヘリコプター隊が明野駐屯地において編成完結。
  - 3月31日：第1ヘリコプター隊が明野駐屯地から霞ヶ浦駐屯地に移駐。
- 1960年（昭和35年）3月24日：富士学校航空班が富士駐屯地から滝ヶ原分屯地に移駐。

師団飛行隊の方面航空隊への集約
- 1962年（昭和37年）
  - 1月18日
    1. 北部方面航空隊の改編。
      1. 北部方面飛行隊が丘珠分屯地に新編され、北部方面航空隊に編合。
      2. 北部方面管制気象隊が丘珠分屯地に新編され、北部方面航空隊に編合。
      3. 第2管区隊第2航空隊（旭川駐屯地）が第2飛行隊に改編され、北部方面航空隊に編合。
      4. 第5管区隊第5航空隊（帯広駐屯地）が第5飛行隊に改編され、北部方面航空隊に編合。
      5. 第1特科団航空隊（北千歳駐屯地）が第11飛行隊に改編され、北部方面航空隊に編合。

    2. 東北方面航空隊が霞目駐屯地に新編。
      1. 東北方面飛行隊が新編され、東北方面航空隊に編合。
      2. 東北方面管制気象隊が霞目駐屯地に新編。
      3. 第6管区隊第6航空隊（霞目駐屯地）が第6飛行隊に改編され、東北方面航空隊に編合。
      4. 第9混成団第9航空隊（八戸駐屯地）が第9飛行隊に改編され、東北方面航空隊に編合。

    3. 東部方面航空隊が霞ヶ浦駐屯地に新編。
      1. 東部方面飛行隊が霞ヶ浦駐屯地で新編され、東部方面航空隊に編合。
      2. 東部方面管制気象隊が霞ヶ浦駐屯地に新編。第2派遣隊を滝ヶ原駐屯地に配置。
      3. 第1管区隊第1航空隊（霞ヶ浦駐屯地）が第1飛行隊に改編され、東部方面航空隊に編合。
      4. 第12飛行隊が霞ヶ浦駐屯地に新編され、東部方面航空隊に編合。
      5. 富士学校航空班（滝ヶ原駐屯地）が富士飛行班に改編され、東部方面航空隊に編合。

    4. 第3航空隊および第10航空隊を母体として中部方面航空隊が八尾駐屯地に新編。
      1. 中部方面飛行隊が八尾駐屯地に新編され、中部方面航空隊に編合。
      2. 中部方面管制気象隊が八尾駐屯地に新編され、中部方面航空隊に編合。
      3. 第3管区隊第3航空隊（八尾駐屯地）が第3飛行隊に改編され、中部方面航空隊に編合。
      4. 第10混成団第10航空隊が明野駐屯地から八尾駐屯地に移駐し、第10飛行隊に改編され、中部方面航空隊に編合。
      5. 第13飛行隊が大津駐屯地で新編され、中部方面航空隊に編合。

    5. 西部方面航空隊（託麻原分屯地）の改編。
      1. 西部方面飛行隊が目達原駐屯地で新編され、西部方面航空隊に編合。
      2. 西部方面管制気象隊を新編[6]。第1派遣隊を目達原駐屯地に配置。
      3. 第4管区隊第4航空隊（目達原駐屯地）が第4飛行隊に改編され、西部方面航空隊に編合。
      4. 第8飛行隊が目達原駐屯地で新編され、西部方面航空隊に編合。

  - 8月15日：第7管区隊第7航空隊（丘珠駐屯地）が第7飛行隊に改編され、北部方面航空隊隷下に編合。
  - 11月30日：第13飛行隊が大津駐屯地から防府分屯地に移駐。
- 1963年（昭和38年）
  - 3月15日：北部方面管気象隊制気象隊基地隊が札幌飛行場管制業務を開始。
  - 3月24日：第307航空整備中隊（丘珠分屯地）を第307航空野整備隊に改編[7]。
- 1964年（昭和39年）
  - 3月26日：第306航空野整備隊が宇都宮北分屯地に移駐。
  - 11月30日：東部方面航空隊本部が宇都宮北分屯地に移駐。
- 1966年（昭和41年）
  - 2月21日：丘珠分屯地が駐屯地に昇格。
  - 10月1日：北部方面管制気象隊第１派遣隊が旭川飛行場で管制業務を開始。

方面ヘリコプター隊の編成
- 1968年（昭和43年）
  - 3月1日：

  1. 北部方面ヘリコプター隊を丘珠分屯地に新編。
  2. 東北方面ヘリコプター隊を霞目駐屯地に新編。
  3. 中部方面ヘリコプター隊を八尾駐屯地に新編。
  4. 西部方面ヘリコプター隊を託麻原分屯地に新編。
  5. 第1ヘリコプター隊（霞ヶ浦駐屯地）を廃止・改編し、第1ヘリコプター団を霞ヶ浦駐屯地に新編。隷下に第1ヘリコプター隊、第2ヘリコプター隊を編成。
  6. 航空保安通信隊を母体に陸上自衛隊中央管制気象隊が檜町駐屯地に新編。

  - 3月22日：第1ヘリコプター隊が霞ヶ浦駐屯地から木更津駐屯地に移駐。
  - 3月25日：第1ヘリコプター団本部が霞ヶ浦駐屯地から木更津駐屯地に移駐。
  - 6月1日：第2ヘリコプター隊が霞ヶ浦駐屯地から木更津駐屯地に移駐。
- 1969年（昭和44年）
  - 3月6日：第6飛行隊が霞目駐屯地から山形空港に移駐。
  - 8月1日：東部方面ヘリコプター隊が霞ヶ浦駐屯地に新編。

- 1971年（昭和46年）4月20日：熊本空港移転に伴い、託麻原分屯地が廃止。高遊原分屯地が開設。

1. 西部方面航空隊が託麻原分屯地から高遊原分屯地に移駐。
2. 西部方面飛行隊および第8飛行隊が目達原駐屯地から高遊原分屯地に移駐。

- 1972年（昭和47年）
  - 3月1日：臨時第101飛行隊が健軍駐屯地において編成完結。
  - 3月8日：東部方面航空隊立川派遣隊を編成。
  - 11月21日：臨時第101飛行隊が健軍駐屯地から那覇駐屯地に移駐し、第101飛行隊が編成完結。V-107、UH-1、LR-1などを装備。
  - 12月27日：部隊移駐
    1. 東部方面航空隊本部、第306航空野整備隊の一部が宇都宮北分屯地から立川駐屯地に移駐。
    2. 東部方面ヘリコプター隊本部、付隊および第1飛行隊が霞ヶ浦駐屯地から立川駐屯地に移駐。
    3. 東部方面管制気象隊が霞ヶ浦駐屯地から立川駐屯地に移駐。
- 1973年（昭和48年）5月3日：東部方面航空隊の立川駐屯地への移駐完了。
- 1974年（昭和49年）8月：陸上自衛隊中央管制気象隊が航空自衛隊から飛行管理業務（陸自分）を引継。
- 1977年（昭和52年）3月25日：陸上自衛隊航空学校隷下に教育支援飛行隊を明野駐屯地に新編され、富士飛行班（滝ヶ原駐屯地）を編合。
- 1978年（昭和53年）
  - 3月25日：西部方面ヘリコプター隊第3飛行隊（KV-107II装備）が高遊原分屯地に新編。
  - 4月5日：

  1. 第307航空野整備隊（丘珠駐屯地）が北部方面航空野整備隊に称号変更。
  2. 第311航空野整備隊（霞目駐屯地）が東北方面航空野整備隊に称号変更。
  3. 第306航空野整備隊（立川駐屯地）が東部方面航空野整備隊に称号変更。
  4. 第309航空野整備隊（八尾駐屯地）が中部方面航空野整備隊に称号変更。
  5. 第310航空野整備隊（高遊原分屯地）が西部方面航空野整備隊に称号変更。

- 1979年（昭和54年）4月：陸上自衛隊中央管制気象隊に副隊長職新設および気象中枢勤務班（空自府中基地）を新編。
- 1981年（昭和56年）3月1日：北部方面管制管制気象隊第2派遣隊が十勝飛行場で管制業務を開始

対戦車ヘリコプター隊の発足
- 1986年（昭和61年）
  - 3月25日：第1対戦車ヘリコプター隊を帯広駐屯地に新編。
  - 12月19日：第1ヘリコプター団隷下に特別輸送飛行隊（AS-332Lを装備）を新編。
- 1988年（昭和63年）3月25日：第2対戦車ヘリコプター隊を八戸駐屯地に新編。
- 1990年（平成  2年）3月26日：第3対戦車ヘリコプター隊を目達原駐屯地に新編。
- 1992年（平成  4年）3月27日：第4対戦車ヘリコプター隊を木更津駐屯地に新編。

方面航空隊の改編・師団直轄飛行隊へ再編
- 1994年（平成  6年）3月28日：方面航空隊の改編。

1. 北部方面飛行隊を廃止・改編し、北部方面航空隊本部付隊を丘珠分屯地に新編。
2. 北部方面飛行隊所属のOH-6部門は北部方面ヘリコプター隊本部付隊に、LR-1部門は本部付隊にそれぞれ編入。
3. 第2飛行隊を第2師団隷下に、第5飛行隊を第5師団隷下に、第7飛行隊を第7師団隷下に、第11飛行隊を第11師団隷下に編入。
4. 東北方面飛行隊を廃止・改編し、東北方面航空隊本部付隊を霞目駐屯地に新編。
5. 第6飛行隊を第6師団隷下に、第9飛行隊を第9師団隷下に編入。
6. 東部方面飛行隊を廃止・改編し、東部方面航空隊本部付隊を立川駐屯地に新編。
7. 第1飛行隊を第1師団隷下に、第12飛行隊を第12師団隷下に編入。
8. 中部方面飛行隊を廃止・改編し、中部方面航空隊本部付隊を八尾分屯地に新編。
9. 第3飛行隊を第3師団隷下に、第10飛行隊を第10師団隷下に、第13飛行隊を第13師団隷下に編入。
10. 第5対戦車ヘリコプター隊を明野駐屯地に新編。
11. 西部方面飛行隊を廃止・改編し、西部方面航空隊本部付隊を高遊原分屯地に新編。
12. 第4飛行隊を第4師団隷下に、第8飛行隊を第8師団隷下に編入。

- 1996年（平成  8年）：第101飛行隊にCH-47J/JAを導入。
- 1998年（平成10年）2月：陸上自衛隊中央管制気象隊が市ヶ谷駐屯地に移転を開始。
- 1999年（平成11年）：第101飛行隊にUH-60JAを導入。
- 2000年（平成12年）4月：陸上自衛隊中央管制気象隊が市ヶ谷駐屯地に移転を完了。

旅団ヘリコプター隊の新編
- 2001年（平成13年）3月27日：

1. 第12飛行隊（北宇都宮駐屯地）を廃止・改編し、第12ヘリコプター隊を相馬原駐屯地に新編。
2. 東部方面管制気象隊第5派遣隊を相馬原駐屯地に新編。

- 2002年（平成14年）3月25日：西部方面ヘリコプター隊第3飛行隊のKV-107IIA-4がラストフライト。陸上自衛隊でのKV-107II運用が終了[8]。
- 2004年（平成16年）3月：防衛庁庁舎A棟のヘリポート管理業務を東部方面航空隊から中央管制気象隊に移管し、陸上自衛隊中央管制気象隊基地隊市ヶ谷派遣隊を廃止。
- 2006年（平成18年）
  - 3月27日：第1ヘリコプター団本部管理中隊飛行班（木更津駐屯地）を廃止・改編し、連絡偵察飛行隊を木更津駐屯地に新編。
  - 3月：第1ヘリコプター団特別輸送飛行隊にEC-225LPを装備。
- 2007年（平成19年）3月28日：第1ヘリコプター団が防衛大臣直轄から中央即応集団隷下に隷属替え。

- 2008年（平成20年）3月26日：第1ヘリコプター団の改編。

1. 第1ヘリコプター隊および第2ヘリコプター隊（各2個飛行隊）を廃止・改編し、第1輸送ヘリコプター群（第103～第106飛行隊の4個飛行隊基幹）を木更津駐屯地に新編。
2. 第102飛行隊を木更津駐屯地に新編。
3. 特別輸送飛行隊を廃止・改編し、特別輸送ヘリコプター隊を木更津駐屯地に新編。

- 2010年（平成22年）
  - 3月12日：第3対戦車ヘリコプター隊にAH-64Dが配備。
  - 3月26日：

  1. 第14飛行隊を北徳島分屯地に新編。
  2. 第101飛行隊（那覇駐屯地）を廃止・改編し、第15飛行隊を那覇駐屯地に新編。
  3. 第2対戦車ヘリコプター隊が1個飛行隊に縮小改編。
- 2011年（平成23年）：北部方面ヘリコプター隊にOH-1が配備。
- 2012年（平成24年）2月16日：中部方面ヘリコプター隊にOH-1が配備。
- 2013年（平成25年）3月26日：第15飛行隊（那覇駐屯地）を廃止・改編し、第15ヘリコプター隊を那覇駐屯地に新編。
- 2015年（平成27年）7月13日：陸上自衛隊航空学校宇都宮校から第1ヘリコプター団にLR-2操縦課程移管。
- 2016年（平成28年）2月15日：連絡偵察飛行隊のLR-1がラストフライト。陸上自衛隊でのLR-1運用終了。
- 2018年（平成30年）3月27日：

1. 第1ヘリコプター団が陸上総隊発足に伴い、中央即応集団隷下から陸上総隊隷下に隷属替え。制服左肩の部隊章（師団等標識）を団独自のものに変更。
2. 中部方面ヘリコプター隊第3飛行隊（CH-47）および中部方面管制気象隊第4派遣隊を美保分屯地に新編。

- 2019年（平成31年）3月26日：教育支援飛行隊（明野駐屯地）を廃止・改編し、飛行教導隊を明野駐屯地に新編。
- 2020年（令和02年）3月26日：第1ヘリコプター団隷下に輸送航空隊を新編。

1. 輸送航空隊本部、本部中隊、第107飛行隊、第108飛行隊（V-22オスプレイ）および輸送航空野整備隊を木更津駐屯地に配置。
2. 第109飛行隊（CH-47）および隊機能の一部を高遊原分屯地に配置。

- 2021年（令和03年）3月18日：第3対戦車ヘリコプター隊が第1戦闘ヘリコプター隊（目達原駐屯地）に改称[9]。
- 2025年（令和07年）
  - 7月9日：輸送飛行隊が木更津駐屯地から佐賀駐屯地に移駐開始[10]。

## 廃止された部隊一覧
飛行隊等
- 第12飛行隊（相馬原駐屯地）第12旅団：1962年（昭和37年）1月18日霞ヶ浦駐屯地で新編。2001年（平成13年）3月26日廃止。第12ヘリコプター隊へ改編。
- 第101飛行隊（那覇駐屯地）第1混成団：1972年（昭和47年）11月21日那覇駐屯地で新編。2010年（平成22年）3月25日廃止。第15飛行隊へ改編[11]。
- 第1ヘリコプター隊（木更津駐屯地）第1ヘリコプター団：2008年（平成20年）3月25日廃止。
- 第2ヘリコプター隊（木更津駐屯地）第1ヘリコプター団：2008年（平成20年）3月25日廃止。
- 第15飛行隊（那覇駐屯地）第15旅団：2010年（平成22年）3月26日那覇駐屯地で新編。2013年（平成25年）3月25日廃止。第15ヘリコプター隊へ改編[11]。
- 教育支援飛行隊（明野駐屯地）陸上自衛隊航空学校：2019年（平成31年）3月25日廃止。
- 第3対戦車ヘリコプター隊（目達原駐屯地）西部方面航空隊：2021年（令和３年）3月17日廃止。

航空整備隊
- 第762航空整備隊：1954年（昭和29年）6月30日廃止。第302航空整備隊へ改編。
- 第301航空整備隊：細部不明
- 第302航空整備隊：1954年（昭和29年）7月1日第762航空整備隊を改称。
- 第303航空整備隊：細部不明
- 第304航空整備隊：細部不明
- 第305航空整備隊：1954年（昭和29年）9月10日旭川駐屯地で新編。

航空整備中隊
- 第301航空整備中隊：細部不明
- 第302航空整備中隊：細部不明
- 第303航空整備中隊：細部不明
- 第304航空整備中隊：細部不明
- 第305航空整備中隊：細部不明
- 第306航空整備中隊：細部不明
- 第307航空整備中隊（丘珠分屯地）：1956年（昭和31年）1月25日第307航空野整備隊に改編。1964年（昭和39年）3月23日廃止。
- 第308航空整備中隊：細部不明
- 第309航空整備中隊：細部不明
- 第310航空整備中隊：1957年（昭和32年）2月20日新編。

航空野整備隊
- 第301航空野整備隊：細部不明
- 第302航空野整備隊：細部不明
- 第303航空野整備隊：細部不明
- 第304航空野整備隊：細部不明
- 第305航空野整備隊：細部不明
- 第306航空野整備隊（立川駐屯地）：1978年（昭和53年）4月5日東部方面航空野整備隊に称号変更。
- 第307航空野整備隊（丘珠駐屯地）：1964年（昭和39年）3月24日第307航空整備中隊を改編。1978年（昭和53年）4月5日北部方面航空野整備隊に称号変更。
- 第308航空野整備隊：細部不明
- 第309航空野整備隊（八尾駐屯地）：1978年（昭和53年）4月5日中部方面航空野整備隊に称号変更。
- 第310航空野整備隊（高遊原分屯地）：1978年（昭和53年）4月5日西部方面航空野整備隊に称号変更。
- 第311航空野整備隊（霞目駐屯地）：1978年（昭和53年）4月5日東北方面航空野整備隊に称号変更。